# 加拿大圣公会
加拿大圣公会（英语：Anglican Church of Canada，简称ACC 或 ACoC，法语：l'Église Anglicane du Canada）是普世圣公宗在加拿大的教省 。加拿大圣公会是全加拿大第三大的宗教组织，仅次于天主教会以及新教长老宗的加拿大联合教会（United Church of Canada）。加拿大圣公会由30个教区的约八十万名注册会员组成。2001年加拿大人口普查结果显示6.9%的加拿大人，即约2,035,500人，认为自己信仰圣公宗。同时普查结果也显示，约48%的信徒住在安大略省。

直至1955年，加拿大圣公会还一直被称为加拿大自治领英国国教会（Church of England in the Dominion of Canada）。1977年的教区总会决定了 l'Église Episcopale du Canada 作为教省的法语名称。1988年被现用的法语名称替代，但是原来的名称还在一定范围内使用。

## 分裂
75個牧區於2009年脱離加拿大聖公會，另外籌組加拿大聖公會聯盟(Anglican Network in Canada)，成為北美聖公會教省之教區，亦為普世Fellowship of Confessing Anglicans成員之一，以耶路撒冷宣言為其信仰之認信。加拿大聖公會聯盟教區亦隸屬於普世聖公宗三十八個教省之一的南美聖公會南錐教省(Anglican Church of the Southern Cone of America)。

## 参看
- 普世圣公宗
- 英国国教会

## 注解
1. 1 2   (PDF).   [2010-03-10]. （原始内容存档 (PDF)于2005-02-13）.
2. ↑  .   [2010-03-10]. （原始内容存档于2015-03-07）.
3. ↑  Religions in Canada （页面存档备份，存于） - Statistics Canada. 检阅于 2010-01-26.
4. ↑  .   [2010-03-10]. （原始内容存档于2017-01-18）.